# Tillægsord
Tillægsord eller adjektiv er en ordklasse i mange sprog, der bruges til at beskrive navneord (substantiver), stedord (pronomener) eller egennavn (proprier). Eksempler på danske tillægsord er: Høj, stor, lang, gul og hurtig, mens eksempler fra engelsk er: tall, big, long, yellow og fast.
Tillægsord kan ofte bøjes i tre grader kaldet enten:
1. grad, 2. grad og 3. grad
eller
grundform, højere grad og højeste grad
eller
positiv, komparativ og superlativ

## Tillægsord i dansk

### Bøjning
Mange tillægsord på dansk kan bøjes i de tre grader.
Derudover kan tillægsord bøjes i grammatisk tal (ental/flertal), bestemthed (bestemt/ubestemt) og grammatisk køn (fælleskøn/intetkøn), men i 2. grad ender de
som regel på -e, og man kan derfor som regel ikke se forskel på 2. grad ental
og 2. grad flertal. En undtagelse er fx små/lille hvor det hedder Den lille bil. og De små biler..
Tillægsord i 1. grad kan bøjes i intetkøn afhængigt af navneord det beskriver fx En stor hund og Et stort hus. 
|           | Ental             | Ental            | Ental                                  | Flertal                                    | Flertal                              |
| Ubestemt  | Ubestemt          | Bestemt          | Ubestemt                               | Bestemt                                    |                                      |
| Fælleskøn | Intetkøn          |                  |                                        |                                            |                                      |
| 1. grad   | En høj kvinde     | Et højt ønske    | Den høje kvinde / Det høje ønske       | Nogle høje kvinder / Nogle høje ønsker     | De høje kvinder / De høje ønsker     |
| 2. grad   | En højere kvinde  | Et højere ønske  | Den højere kvinde / Det højere ønske   | Nogle højere kvinder / Nogle højere ønsker | De højere kvinder / De højere ønsker |
| 3. grad   | En højeste kvinde | Et højeste ønske | Den højeste kvinde / Det højeste ønske | Nogle højeste ønsker                       | De højeste kvinder                   |

Bemærk, at mens 2. grad oftest betegner en forstærkning af betydningen af positiv, kan 2. grad dog også anvendes svækkende, f.eks. er en større by mindre end en stor by, og en yngre person kan være ældre end en ung person.
Anden grad i dansk kan også benyttes dobbelt sammen med konjunktionen "og" til at angive en stadig forstærkning, for eksempel:
Bilen kørte hurtigere og hurtigere.
Her betyder sætningen af bilen accelererede.

### Orddannelse
Tillægsord på dansk kan afledes fra andre ordklasse.
Det kan ske ved efterleddet -sk, for eksempel navneordet magi kan afledes til tillægsordet magisk, 
og for eksempel fra egennavnet Grønland kan afledes til tillægsordet grønlandsk.
Andre efterled der danner tillægsord er -isk (f.eks. telefonisk, kunstnerisk), -ig (f.eks. modig, søvnig, saftig), -lig (f.eks. natlig, rødlig), -agtig og -mæssig.
Tillægsord kan også dannes som et antonym ved flere forskellige forled, for eksempel u-.
Ny tillægsord kan også dannes ved et forstærkende forled, f.eks. hunde- (f.eks. hundesulten, hundekoldt) eller røv- (f.eks. røvsyg, røvkedelig).

## Typer
Tillægsord kan tilhøre forskellige klasser.
Ordenstillægsord (ordensadjektiver) er tillægsord der beskriver et sted i en rækkefølge.
På dansk er der eksempler så som første, sidste, næstsidste og midterste.
Et verbaladjektiv er et tillægsord dannet fra et udsagnsord.
På dansk kan de dannes via efterleddene -bar (sporbar), -som (hjælpsom), eller -vorn.

## Syntaktiske forhold
Overordnet set kan et tillægsord indtage én af tre forskellige pladser i en sætning: enten som attribut eller som prædikat eller som adverbium.

### Tillægsord og attributter
Når et tillægsord fungerer som attribut, nuancerer tillægsordet direkte et navneord:
- En hurtig bil.
- Nogle hurtige biler

eller:
- En grøn bil
- Nogle grønne biler

### Tillægsord og prædikater
Når et tillægsord fungerer som prædikat, sker dette ved hjælp af et udsagnsord; og tillægsordet nuancerer enten et subjekt for et verbum (det såkaldte subjektsprædikat) eller et (direkte) objekt for et verbum (det såkaldte objektsprædikat).
- Bilen er hurtig.
- Kvinden maler bilen grøn.

### Tillægsord og adverbier
Adverbier der er afledt af adjektiver kan nemt forveksles med adjektiver, der står i ental intetkøn.
Her er et eksempel hvor adjektiv og det afledte adverbium er ens fordi substantivet er intetkøn:
- Flyet flyver hurtigt.
- Et hurtigt fly.

I første sætning er ordet "hurtigt" et adverbium fordi det beskriver verbet "at flyve". I anden sætning er ordet "hurtigt" tillægsord fordi det beskriver substantivet "fly" og samtidig er det bøjet i intetkøn fordi substantivet er intetkøn.
Tilsvarende eksempel hvor der er forskel fordi substantivet "bil" er fælleskøn:
- Bilen kører hurtigt.
- En hurtig bil.